# Кирена (град)
Кирена (стгрч. Κυρήνη []) била је древна грчка колонија у данашњој Либији, најважнији и најстарији од пет грчких градова у тој регији. По њој је источна Либија добила свој класични назив Киренаика који се одржао до данашњих дана.
Кирена се налази у плодној долини у висоравни Ел Џабал ел Ахдар. Названа је по извору Кире, којег су Грци посветили Аполону. Град је најпознатији као седиште познате филозофске школе коју је у 3. веку п. н. е. основао Аристип, следбеник Сократа.